# Malo Gusto
Malo Gusto (ur. 19 maja 2003 w Décines-Charpieu) – francuski piłkarz portugalskiego pochodzenia występujący na pozycji obrońcy w angielskim klubie Chelsea oraz w reprezentacji Francji.
Wychowanek AS Villefontaine, w trakcie swojej kariery grał także w Olympique Lyon.